# (20084) Buckmaster
(20084) Buckmaster est un astéroïde de la ceinture principale.

## Description
(20084) Buckmaster est un astéroïde de la ceinture principale. Il fut découvert le 6 avril 1994 à l'Observatoire Palomar par Carolyn S. Shoemaker et David H. Levy. Il présente une orbite caractérisée par un demi-grand axe de 2,30 UA, une excentricité de 0,12 et une inclinaison de 22,0° par rapport à l'écliptique.

## Compléments